# Komitee Forschung mit Synchrotronstrahlung
Das Komitee Forschung mit Synchrotronstrahlung (KFS) ist ein gewähltes, unabhängiges Gremium, das die Interessen der Wissenschaftler vertritt, die in Deutschland mit Synchrotronstrahlung arbeiten. Im Jahr 2009 waren das 3000 Wissenschaftler, im Jahr 2015 wurde die Zahl auf der Grundlage nicht veröffentlichter Quellen auf 4000 geschätzt. Basis für die Arbeit des KFS ist der Dialog mit den Forschungszentren und der Politik, die durch Gäste im Komitee vertreten sind.

## Aufgaben und Ziele
Synchrotronstrahlung ist eine intensive Röntgenstrahlung, die für Forschungszwecke in Elektronen-Speicherringen und Freie-Elektronen-Lasern erzeugt wird. Da es in Deutschland und Europa nur wenige dieser Großforschungseinrichtungen gibt, sind die Wissenschaftler, die diese nutzen, in besonderem Maße von deren Verfügbarkeit abhängig. Das KFS soll dieses wissenschaftliche Umfeld fördern, indem es vermittelt, koordiniert, informiert und berät. Es vertritt die Interessen der Nutzer von Synchrotronstrahlung auf nationaler und internationaler Ebene gegenüber Forschungszentren und Politik; dazu gehört auch die Darstellung der Forschung mit Synchrotronstrahlung in der Öffentlichkeit. Das KFS erarbeitet Empfehlungen zur strategischen Entwicklung des Forschungsfelds und zur Instrumentierung. Diese werden als Broschüren veröffentlicht, zuletzt 2009.

## Zusammensetzung
Seit 1987 werden alle drei Jahre aus dem Kreise der Nutzer von Synchrotronstrahlung in Deutschland acht Vertreter gewählt, die sich regelmäßig zu Beratungen treffen. Um alle wichtigen Forschungsbereiche abzudecken, können weitere Mitglieder dazu kooptiert werden. Als Gäste kommen Vertreter der Forschungseinrichtungen mit Synchrotronstrahlungsquellen, des Bundesministerium für Bildung und Forschung, des Projektträgers DESY und der europäischen Nutzervertretung European Synchrotron Radiation User Organisation dazu.

## Kooperation
Der Kontakt mit anderen Forschungsbereichen, die Großforschungseinrichtungen nutzen, ist ein wichtiger Aspekt der Arbeit des KFS. In der Kommission Erforschung kondensierter Materie mit Großgeräten (KEKM) sind Vertreter des Komitee Forschung mit Synchrotronstrahlung (KFS), Komitee Forschung mit Neutronen (KFN), Komitee Forschung mit nuklearen Sonden und Ionenstrahlen (KFSI) und des Komitee für Beschleunigerphysik (KFB) vertreten. Gemeinsame SNI-Konferenzen fördern den interdisziplinären Austausch.